# Alyxia gynopogon
Alyxia gynopogon là một loài thực vật có hoa trong họ La bố ma. Loài này được Roem. & Schult. mô tả khoa học đầu tiên năm 1819.